# NCT Wish
NCT Wish (яп. エヌシーティー·ウィッシュ) — японский бойз-бенд, шестой и последний саб-юнит южнокорейского бойз-бенда NCT. Группа создана и управляется компаниями SM Entertainment и Avex Trax. Продюсером выступает сольная исполнительница БоА и директор SM Entertainment. Состав группы: Шион, Рику, Юши, Джэхи, Рё, Сакуя. 8 октября 2023 года NCT New Team выпустили сингл «Hands Up» под временным названием NCT New Team. Официальный дебют группы состоялся 28 февраля 2024 года с синглом «Wish», представленным в японской и корейской версиях.

## Название
17 января 2024 года было объявлено официальное название подгруппы NCT Tokyo — NCT Wish. Это интернациональная мужская группа, которая будет активно продвигаться в Японии. Название «NCT Wish» объединяет аббревиатуру Neo Culture Technology с английским словом «Wish» из слогана «WISH for Our WISH», что означает стремление поддерживать мечты и желания каждого человека и воплощать их в жизнь вместе через музыку и любовь.

## История

### 2019–2023: Планы, формирование и NCT New Team
Юши впервые был представлен как участник японской бой-группы Edamame Beans в возрасте 11 лет, но вскоре покинул группу до её дебюта в том же году. Юши впервые прошёл прослушивание в SM Entertainment в четвёртом классе начальной школы и был принят в качестве стажёра в шестом классе. Позже он переехал в Корею в шестом классе и тренировался около семи лет перед участием в шоу на выживание. Рику снялся в визуальной рекламе для собственного косметического бренда своей двоюродной сестры Ай Такахаси, Aimmx, в октябре 2021 года. Рику был принят в SM Entertainment через глобальный кастинг 2022 года и тренировался около года перед участием в шоу на выживание. Шион был принят через Instagram и тренировался четыре года перед участием в шоу на выживание. В 2022 году Рё был впервые замечен SM Entertainment во время просмотра концерта NCT 127. В январе 2023 года Джэхэ был замечен SM Entertainment.
В январе 2016 года основатель и продюсер SM Entertainment Ли Су Ман объявил о планах создать новую мужскую группу NCT, состоящую из подразделений, базирующихся в разных городах мира. 20 июня 2019 года продюсер SM Entertainment Ли Сон Су на презентации заявил, что NCT продолжит дебютировать с международными подразделениями, отметив, что компания находится в процессе создания японского подразделения. Это заявление было подтверждено в интервью журналу Billboard на следующий день, где также было указано, что деятельность подразделения будет координироваться между Avex Trax и SM Japan.
1 декабря 2022 года SM Entertainment объявила о планах по созданию японского подразделения в Токио после открытия своего филиала в Юго-Восточной Азии. В рамках стратегии на 2023 год компания сообщила, что следующее подразделение NCT, предварительно названное «NCT Tokyo», дебютирует в третьем квартале года. 24 февраля 2023 года SM объявила, что NCT Tokyo станет последним подразделением группы.
23 мая 2023 года SM анонсировала, что два новых стажёра SM Entertainment присоединятся к новому подразделению, а остальные участники будут отобраны через преддебютное шоу на выживание. 28 июня были представлены стажеры Юши и Шион. Через два дня SM подтвердила, что реалити-шоу «NCT Universe: Lastart» начнётся 27 июля. Окончательный состав группы, теперь известной как «NCT New Team», был представлен в финальном эпизоде шоу: Шион, Рику, Юши, Чонмин, Дэён, Рё, Сакуя. Группа выступила на открытии концертов NCT Nation: To the World в Японии: сначала в стадионе Янмар Нагай в Осаке 9–10 сентября, затем в стадионе Адзиномото в Токио 16–17 сентября. Перед дебютом группа провела тур по Японии, состоявший из 28 выступлений в 10 городах.
2 октября 2023 года SM объявила, что Чонмин, отсутствовавший на предыдущих выступлениях, покидает NCT по состоянию здоровья. 8 октября группа выпустила преддебютный сингл «Hands Up», а официальный дебют был подтверждён на 2024 год.

### 2024–наст. время: Дебют, выпуски синглов,SteadyиWishful
17 января SM Entertainment выпустила тизер под названием «NCT Wish: Wish for Our Wish» и подтвердила, что новая команда NCT дебютирует под названием NCT Wish в феврале. 21 февраля NCT Wish впервые исполнили свой дебютный сингл «Wish» на концерте SMTOWN Live 2024 в SMCU Palace в Токио. 28 февраля группа дебютировала с выпуском сингла «Wish» в японской и корейской версиях. Через 21 день после дебюта они одержали свою первую победу на музыкальном шоу SBS M «The Show».
11 апреля NCT Wish анонсировали своё первое фан-митинг под названием «NCT Wish: School of Wish», который должен был пройти четыре раза в Myunghwa Livehall в Сеуле 25–26 мая. Билеты на предпродажу были раскуплены в течение 15 минут. Позже они добавили ещё пять дат, в результате чего общее количество встреч составило 14 в пяти городах.
3 мая группа NCT Wish выступила на GirlsAward, одном из крупнейших модных мероприятий в Японии, и исполнила свои песни. 25 июня NCT Wish выпустила свой второй японский сингл «Songbird». Корейская версия сингла была выпущена как ведущий трек одноимённого синглового альбома 1 июля.
28 августа NCT Wish подтвердила, что выпустит новую музыку в конце сентября, и находилась на заключительных этапах подготовки. Выпуску предшествовал предрелизный трек в начале сентября. Их первый мини-альбом, Steady, был выпущен 24 сентября. 15 октября NCT Wish выпустила сингл «Make You Shine», вторую закрывающую тему для корейского дубляжа сериала «Pokémon Horizons: The Series».
Дебютный студийный альбом NCT Wish, Wishful, был выпущен 27 ноября 2024 года. Альбом состоит из 13 треков, включая шесть ранее выпущенных японских синглов группы, а также семь новых треков, в том числе сингл «Wishful Winter».
22 января 2025 года NCT Wish выпустила цифровой сингл «Miracle», ремейк одноимённой песни группы Super Junior, в качестве второго сингла с альбома 2025 SM Town: The Culture, the Future.
19 марта 2025 года было объявлено, что NCT Wish выпустит свой второй мини-альбом Poppop 14 апреля 2025 года. Предзаказы начались 20 марта 2025 года в различных онлайн и офлайн музыкальных магазинах.

## Публичный имидж
В январе 2024 года американская премия Грэмми выбрала NCT Wish в качестве «11 новых групп K-pop, о которых стоит знать в 2024 году» через их веб-сайт.

## Участники
- Шион (яп. シオン, кор. 시온)
- Рику (яп. リク, кор. 리쿠)
- Юши (яп. ユウシ, кор. 유우시)
- Джэхи (яп. ジェヒ, кор. 재희)
- Рё (яп. リョウ, кор. 료)
- Сакуя (яп. サクヤ, кор. 사쿠야)

## Дискография

### Студийные альбомы
- Wishful[англ.] (2024)

## Фильмография
- «NCT Universe: Lastart» (2023)

## Туры и концерты

### Хедлайнерские туры

#### NCT Wish: School of Wish (2024)
| Дата              | Город   | Страна           | Место проведения               |
| ----------------- | ------- | ---------------- | ------------------------------ |
| 24 Мая 2024 года  | Сеул    | Республика Корея | Myunghwa Live Hall             |
| 25 Мая 2024 года  | Сеул    | Республика Корея | Myunghwa Live Hall             |
| 26 Мая 2024 года  | Сеул    | Республика Корея | Myunghwa Live Hall             |
| 1 Июня 2024 года  | Пусан   | Республика Корея | Busan Dream Theater            |
| 8 Июня 2024 года  | Чонджу  | Республика Корея | Samsung Cultural Center        |
| 15 Июня 2024 года | Тэгу    | Республика Корея | Suseong Artpia Grand Theater   |
| 22 Июня 2024 года | Чхонджу | Республика Корея | CJB Media Center Eden Art Hall |

#### NCT Wish Asia Tour Log In (2024–2025)
| Дата                 | Город    | Страна               | Место проведения                            |
| -------------------- | -------- | -------------------- | ------------------------------------------- |
| 3 ноября 2024 года   | Исикава  | Япония               | Hondanomori Hokuden Hall                    |
| 4 ноября 2024 года   | Исикава  | Япония               | Hondanomori Hokuden Hall                    |
| 9 Ноября 2024 года   | Киото    | Япония               | ROHM Theatre Kyoto                          |
| 10 ноября 2024 года  | Киото    | Япония               | ROHM Theatre Kyoto                          |
| 27 Ноября 2024 года  | Канагава | Япония               | Pacifico Yokohama, National Convention Hall |
| 28 Ноября 2024 года  | Канагава | Япония               | Pacifico Yokohama, National Convention Hall |
| 30 Ноября 2024 года  | Хиого    | Япония               | Amasaki Amashin Archaic Hall                |
| 1 Декабря 2024 года  | Хиого    | Япония               | Amasaki Amashin Archaic Hall                |
| 6 Декабря 2024 года  | Фукуока  | Япония               | Fukuoka Sunpalace Hotel&Hall                |
| 7 Декабря 2024 года  | Фукуока  | Япония               | Fukuoka Sunpalace Hotel&Hall                |
| 12 Декабря 2024 года | Айти     | Япония               | Nitera Hall                                 |
| 13 Декабря 2024 года | Айти     | Япония               | Nitera Hall                                 |
| 21 Марта 2025 года   | Сеул     | Республика Корея     | SK Olympic Handball Gymnasium               |
| 22 марта 2025 года   | Сеул     | Республика Корея     | SK Olympic Handball Gymnasium               |
| 23 марта 2025 года   | Сеул     | Республика Корея     | SK Olympic Handball Gymnasium               |
| 4 Апреля 2025 года   | Макао    | Китай                | Broadway Theatre                            |
| 5 Апреля 2025 года   | Макао    | Китай                | Broadway Theatre                            |
| 6 Апреля 2025 года   | Макао    | Китай                | Broadway Theatre                            |
| 12 Апреля 2025 года  | Манила   | Филиппины            | New Frontier Theater                        |
| 2 Мая 2025 года      | Гонконг  | Китай                | AsiaWorld-Expo Hall 10                      |
| 3 Мая 2025 года      | Гонконг  | Китай                | AsiaWorld-Expo Hall 10                      |
| 17 мая 2025 года     | Сингапур | Сингапур             | Arena @ Expo Hall 7                         |
| 24 Мая 2025 года     | Тайбэй   | Китайская Республика | Taipei Music Center                         |
| 31 Мая 2025 года     | Джакарта | Индонезия            | Tennis Indoor Senayan                       |
| 7 Июня 2025 года     | Бангкок  | Таиланд              | Thunder Dome                                |

### Участие в концертах
- NCT Universe: Lastart Pre-Debut Tour (2023)[49]
- SM Town Live 2025: The Culture, the Future (2025)

#### В качестве открывающего выступления
- NCT Nation: To the World (2023)[50]

## Награды и номинации
| Награда                      | Год  | Категория                                 | Работа / Номинант | Результат | Ист.          |
| ---------------------------- | ---- | ----------------------------------------- | ----------------- | --------- | ------------- |
| Asia Star Entertainer Awards | 2024 | Лучший новый артист                       | NCT Wish          | Победа    | [ 51 ]        |
| D Awards                     | 2025 | Новичок года (Дэсан)                      | NCT Wish          | Победа    | [ 52 ]        |
| D Awards                     | 2025 | Dreams Silver Label                       | NCT Wish          | Победа    | [ 52 ]        |
| D Awards                     | 2025 | Популярность — бой-бэнд                   | NCT Wish          | Номинация | [ 53 ]        |
| Golden Disc Awards           | 2025 | Новичок года                              | NCT Wish          | Победа    | [ 54 ]        |
| Golden Disc Awards           | 2025 | Наиболее популярный исполнитель — мужчины | NCT Wish          | Номинация | [ 55 ] [ 56 ] |
| Golden Disc Awards           | 2025 | Альбом Бонсан                             | Steady            | Номинация | [ 55 ] [ 56 ] |
| iHeartRadio Music Awards     | 2025 | Лучший новый артист (K-pop)               | NCT Wish          | Номинация | [ 57 ]        |
| Korea Grand Music Awards     | 2024 | Восходящая звезда                         | NCT Wish          | Победа    | [ 58 ]        |
| MAMA Awards                  | 2024 | Артист года                               | NCT Wish          | Номинация | [ 59 ]        |
| MAMA Awards                  | 2024 | Лучший новый артист (мужская категория)   | NCT Wish          | Номинация | [ 59 ]        |